# Municipio de New Boston
El municipio de New Boston (en inglés: New Boston Township) es un municipio ubicado en el condado de Mercer en el estado estadounidense de Illinois. En el año 2010 tenía una población de 1204 habitantes y una densidad poblacional de 8,65 personas por km².

## Geografía
El municipio de New Boston se encuentra ubicado en las coordenadas 41°12′8″N 90°59′41″O / 41.20222, -90.99472. Según la Oficina del Censo de los Estados Unidos, el municipio tiene una superficie total de 139.14 km², de la cual 131,21 km² corresponden a tierra firme y (5,7 %) 7,93 km² es agua.

## Demografía
Según el censo de 2010, había 1204 personas residiendo en el municipio de New Boston. La densidad de población era de 8,65 hab./km². De los 1204 habitantes, el municipio de New Boston estaba compuesto por el 98,84 % blancos, el 0,25 % eran afroamericanos, el 0,17 % eran amerindios, el 0,08 % eran asiáticos, el 0,08 % eran de otras razas y el 0,58 % eran de una mezcla de razas. Del total de la población el 1,74 % eran hispanos o latinos de cualquier raza.